# Cooksonia trimeni
Cooksonia trimeni är en fjärilsart som beskrevs av Druce 1905. Cooksonia trimeni ingår i släktet Cooksonia och familjen juvelvingar. Inga underarter finns listade i Catalogue of Life.